# Lou Bega

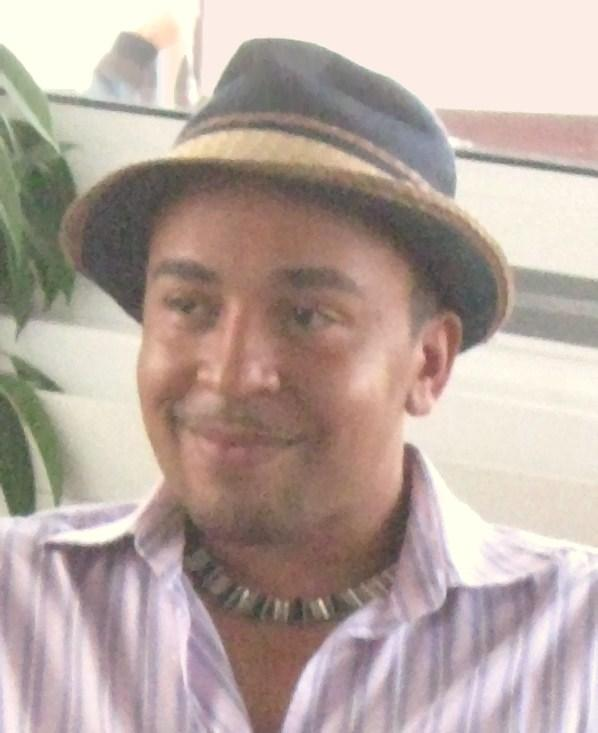
Lou Bega de Slawek

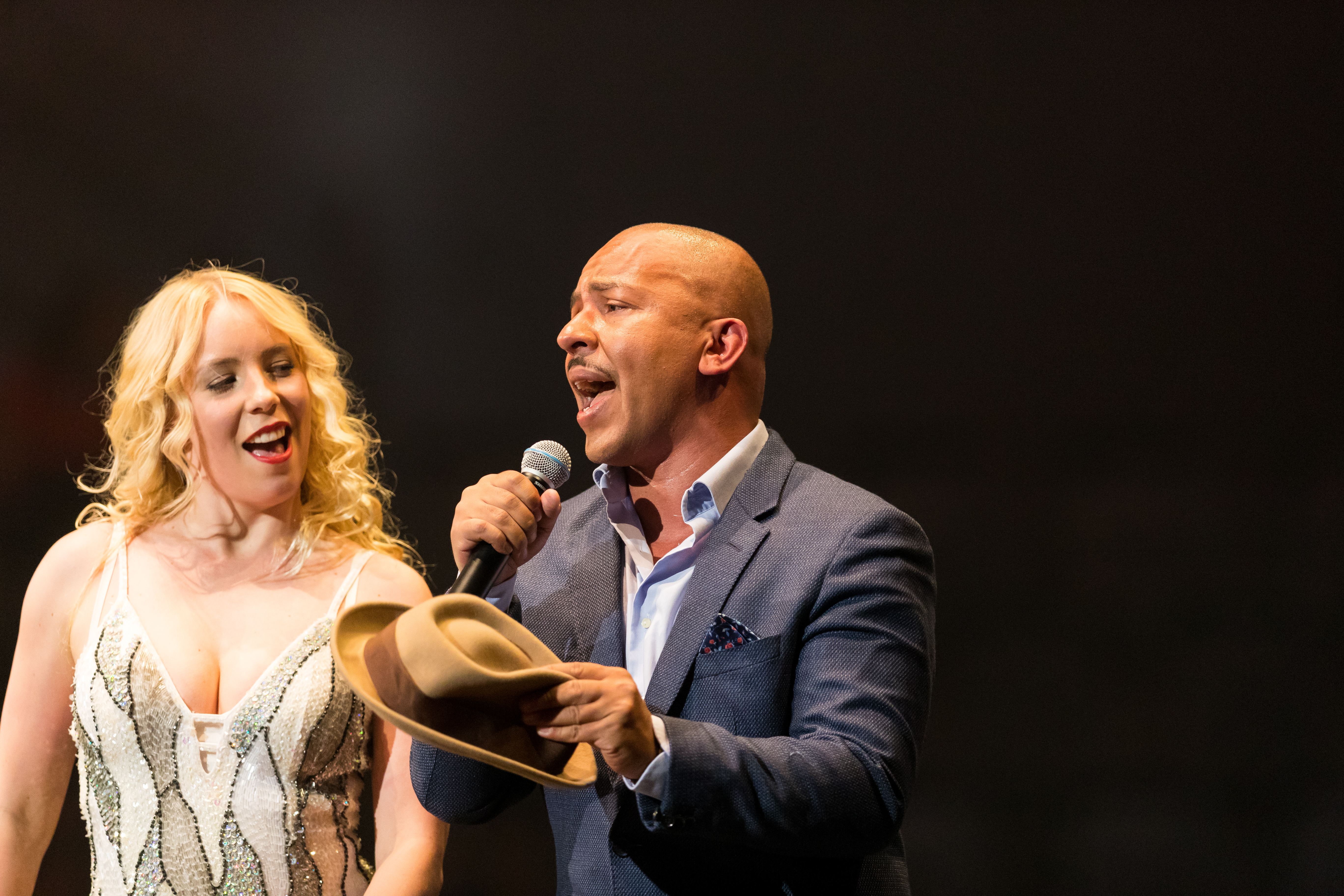
Lou Bega Jahre Radio Regenbogen Sven

David Lubega Balemezi (Múnich, 13 de abril de 1975), más conocido por su nombre artístico Lou Bega, es un cantante alemán conocido por su versión de la canción de Pérez Prado, "Mambo Número 5".
Tiene ascendencia multicultural: su madre es italiana y su padre ugandés. Pasó su infancia en su ciudad natal, Múnich. Cuando tenía 18 años se fue a Miami, a raíz de su noviazgo con una cubana. Fue ella la responsable de que se haya interesado tanto por los clásicos del mambo. 
Su música mezcla los ritmos afrocubanos, el swing, el soul y el rap. Lou Bega ha creado también un personaje a través de su vestimenta: traje a rayas, pañuelito con lunares, polainas y un sombrero Borsalino completan la imagen de todo un caballero de los 50.
Su versión del "Mambo Número 5" (Syndicate Musicproduction) del músico cubano-mexicano Dámaso Pérez Prado fue un éxito mundial en el año 1999, llegando al top 5 en Europa y también en Estados Unidos.
En el año 1999, el cantante lanza al mercado su primer álbum, al que le da el título de "A Little Bit of Mambo", y el cual entra con mucha fuerza en el mercado de superventas europeo, consiguiendo enseguida colocarse en las listas de varios países, entre los que cabe destacar Austria, Suiza y Finlandia, en los que consigue alcanzar el número 1 en ventas.
Aprovechando este éxito, Lou decide lanzar al mercados diversos sencillos del álbum, entre los que podemos destacar Mambo No. 11 feat. Pepis & Love Pirate, I Got a Girl y Mambo No. 5, el cual se convirtió en el número 1 a nivel mundial, arrasando las listas de superventas de los principales mercados. De hecho, las ventas de este LP oscilan en torno a los 5 millones de copias vendidas.
En el año 2001, el cantante edita su segundo álbum, al cual le pone el nombre de Ladies and Gentlemen, y del que también lanza diversos sencillos, entre los que se encuentran Just a Gigolo o Gentleman. Sin embargo, esta vez dichos temas no obtienen el resultado esperado, obteniendo una pobre aceptación en los mercados musicales.
En el año 2002, el cantante edita una recopilación de sus canciones con el título King of Mambo. Y dos años más tarde, Lou vuelve a lanzar una recopilación de temas, a la cual llama Lo mejor de Lou Bega.
En el año 2006, Lou comienza a editar un nuevo LP, el tercero de su carrera, con muchas canciones nuevas y al cual titula Lounatic. De dicho trabajo, sobresale su sencillo "Bochata", que hace referencia a un ritmo que nació en la República Dominicana.
Además de cantar, Lou también compone la mayor parte de sus canciones, en las cuales podemos detectar ciertos matices de género jazz, ritmo que al cantante le gusta de manera especial.
Tras el rechazo de 10 discográficas, logró que publicaran su trabajo. Es así como este hombre de tan solo 24 años, revoluciona el mercado con una excelente versión del tema original de Pérez Prado (su ídolo) "Mambo nº 5". Con este tema, consiguió desbancar a los Backstreet Boys en Alemania, arrebatándoles el primer puesto en las listas de sencillos. Participó en el disco "Duets" del mundialmente destacado músico cubano Compay Segundo, fusionando dos estilos musicales completamente diferentes.
I Got A Girl es el segundo sencillo extraído de su disco. Este es un tema propio, que continúa en la línea de mambos actualizados del resto del disco. Su trabajo ha vendido ya más de 5 millones de discos.

## Discografía

### Álbumes
| Año  | Álbum                 | Posición en listas | Posición en listas | Posición en listas | Posición en listas | Posición en listas | Posición en listas | Posición en listas | Posición en listas | Posición en listas | Posición en listas | Posición en listas | Posición en listas |
| Año  | Álbum                 | US                 | UK                 | DE                 | AT                 | CH                 | FR                 | NL                 | FI                 | SE                 | NO                 | AU                 | NZ                 |
| ---- | --------------------- | ------------------ | ------------------ | ------------------ | ------------------ | ------------------ | ------------------ | ------------------ | ------------------ | ------------------ | ------------------ | ------------------ | ------------------ |
| 1999 | A Little Bit of Mambo | 3                  | 50                 | 3                  | 1                  | 1                  | 8                  | 17                 | 1                  | 20                 | 3                  | —                  | 28                 |
| 2001 | Ladies and Gentlemen  | —                  | —                  | 54                 | 31                 | 23                 | 109                | —                  | —                  | —                  | —                  | —                  | —                  |
| 2005 | Lounatic              | —                  | —                  | —                  | —                  | —                  | —                  | —                  | —                  | —                  | —                  | —                  | —                  |
| 2010 | Free Again            | —                  | —                  | —                  | —                  | 78                 | —                  | —                  | —                  | —                  | —                  | —                  | —                  |
| 2013 | A Little Bit of 80's  | —                  | —                  | —                  | —                  | —                  | —                  | —                  | —                  | —                  | —                  | —                  | —                  |

### Recopilaciones
- 2000:    Mambo no. 5
- 2002: King of Mambo
- 2004: Mambo Mambo - The Best of Lou Bega
- 2013: Beautiful World – A little collection of Lou Bega’s best